# Обитель зла: Раккун-Сити
«Обитель зла: Раккун-Сити» (англ. Resident Evil: Welcome to Raccoon City; с англ. — «Обитель зла: Добро пожаловать в Раккун-Сити») — боевик ужасов режиссёра и сценариста Йоханнеса Робертса, основанный на первой и второй играх серии от компании Capcom. Это перезапуск серии фильмов «Обитель зла» и седьмой фильм в серии. В главных ролях Кая Скоделарио, Ханна Джон-Кеймен, Робби Амелл, Том Хоппер, Эван Джогиа, Донал Лог и Нил Макдонаф. Действие происходит в 1998 году, фильм рассказывает о группе выживших во время вспышки зомби в Раккун-Сити. Это первый фильм в серии, в котором нет Миллы Йовович.
Разработка состоялась в начале 2017 года, после того, как вышел фильм «Обитель зла: Последняя глава», продюсер Джеймс Ван выразил интерес к проекту. Позже председатель Constantin Film Мартин Мошкович сказал, что перезапуск серии фильмов находится в разработке. В том же месяце Ван был вызван, чтобы спродюсировать перезапуск, сценарий написал Грег Руссо; впоследствии Робертс был нанят в качестве сценариста и режиссёра, а Ван и Руссо покинули проект. Съёмки начались 17 октября 2020 года в Грейтер-Садбери, Онтарио, Канада. Фильм претерпел пересъёмки в мае 2021 года.
Мировая премьера состоялась 19 ноября 2021 года в кинозале «Гран-Рекс» в Париже, в США фильм был выпущен 24 ноября компанией Sony Pictures Releasing, в России — 2 декабря. Фильм заработал 42 миллиона долларов по всему миру и получил смешанные отзывы от критиков, которые высоко оценили его верность первым двум играм, но раскритиковали сценарий, кастинг и спецэффекты.

## Сюжет
Клэр Редфилд и её брат Крис — дети, живущие в приюте Раккун-Сити. Клэр познакомилась и подружилась с Лизой Тревор, изуродованной девушкой, над которой ставили эксперименты. Доктор Уильям Биркин, сотрудник корпорации Umbrella, наблюдает за детским домом и берёт детей для своих собственных экспериментальных исследований. Клэр сбегает от Биркина, когда её выбирают для участия в эксперименте.
В 1998 году Клэр возвращается в Раккун-Сити, путешествуя автостопом на грузовике. Отвлечённый водитель грузовика сбивает идущую по дороге женщину. Пока Клэр и водитель спорят, женщина исчезает, оставляя после себя только лужу крови. Доберман водителя грузовика слизывает кровь, и со временем из его рта начинает идти пена; он становится агрессивным. Тем временем Леон Скотт Кеннеди, новичок в полиции, замечает, что у хозяйки закусочной из глаз течёт кровь, когда деформированная ворона врезается в окно.
Клэр направляется в дом Криса, чтобы предупредить его об экспериментах Амбреллы, раскрывая Бена Бертолуччи как её источник информации. После того, как Крис уезжает в полицейский участок, Клэр крадёт его мотоцикл. Перед отъездом в дом врывается ребёнок, убегая от матери; у обоих сильное выпадение волос, они неустойчивы и кровоточат.
В полицейском участке команда STARS Alpha встречается с шефом Брайаном Айронсом, чтобы обсудить недавние события. Айронс объясняет, что он не знает, что происходит, но команда Браво отсутствует в это время, расследуя смерть в отдалённом особняке Спенсера. Команда Альфа, состоящая из Криса, Джилл Валентайн, Ричарда Эйкена, Брэда Виккерса и Альберта Вескера, отправляется в особняк для расследования причин отсутствия связи с командой Браво. Пролетая на вертолёте над лесом, команда «Альфа» находит полицейский автомобиль команды «Браво» и идёт по следам к особняку.
Внутри команда разделяется, Вескер и Джилл поднимаются наверх. Вескер втайне от своих товарищей получает указание украсть вирус Биркина, для этого он использует ПДА с навигацией по особняку. Затем Джилл видит, как вертолёт врезается в особняк после того, как пилота Брэда укусил зомби. Вескер спасает Джилл от другого зомби перед тем, как покинуть команду. Тем временем Крис и Ричард сталкиваются с зомби, поедающими тела команды Браво. Ричарда съедают, пока Крис сражается с ордой, и Джилл в конечном итоге спасает Криса. Пара убегает от зомби, следуя за Вескером в секретный проход, который он открыл.
Вернувшись в полицейский участок, водитель грузовика, которого укусила собака, превращается в зомби и врезается своим грузовиком в подъезд станции. Шеф Айронс стреляет в пылающего зомби, пробуждая спящего Леона, затем объявляет, что уходит, назначая Леона главным. Айронс выезжает из города, но его останавливают охранники Амбреллы, которые стреляют в мирных жителей, пытающихся сбежать из города. Вернувшись на станцию, Айронс подвергается нападению зомби-собаки, но Клэр спасает его. Клэр и Леон достают оружие и припасы из оружейной и встречаются с Беном.
В истерике Бен крадёт пистолет Леона, но заключённый-зомби кусает его, прежде чем он успевает сбежать из камеры. Затем Леон, Клэр и Айронс покидают полицейский участок и отправляются в приют в поисках секретного туннеля Амбреллы между приютом и особняком Спенсера. Лизун убивает Айронса и нападает на Леона, но его спасает Лиза, которая узнаёт Клэр и даёт им ключи от секретного прохода.
Вескер, идя по коридору, встречает доктора Биркина. Биркин хватает свой пистолет, желая убить Вескера, но Вескер стреляет в ответ, почти убивая его. Жена Биркина Аннетт хватает пистолет, но Вескер стреляет в неё и убивает. Когда Вескер не решается нажать на курок, чтобы застрелить дочь Биркина Шерри, Джилл стреляет в него. Крис бросается к Шерри и обнаруживает, что Уильям ввёл себе «G-вирус», который начинает мутировать. Крис, Шерри и Джилл убегают от Биркина, воссоединяются с Клэр и Леоном и сбегают в подвал, где находится поезд. Им удаётся запустить его, но поезд останавливается, когда Раккун-Сити разрушается, что позволяет полностью мутировавшему Биркину атаковать поезд. Биркин хватает Клэр, но Леон спасает её, стреляя в Биркина из гранатомёта и убивая его.
В сцене в середине титров Вескер просыпается в сумке для трупов, ничего не видя. Затем фигура протягивает ему солнцезащитные очки и представляет себя как Аду Вонг.

## В ролях
| Актёр             | Роль               |
| ----------------- | ------------------ |
| Кая Скоделарио    | Клэр Редфилд       |
| Робби Амелл       | Крис Редфилд       |
| Эван Джогиа       | Леон Скотт Кеннеди |
| Ханна Джон-Кеймен | Джилл Валентайн    |
| Том Хоппер        | Альберт Вескер     |
| Нил Макдонаф      | Уильям Биркин      |
| Донал Лог         | Брайан Айронс      |
| Чад Рук           | Ричард Эйкен       |
| Лили Гао          | Ада Вонг           |
| Марина Мазепа     | Лиза Тревор        |
| Пэт Торнтон       | водитель грузовика |

## Производство

### Сценарий

#### Версия Грега Руссо
Предпроизводство началось в начале 2017 года, когда ещё шёл прокат фильма «Обитель зла: Последняя глава», председатель Constantin Film сказал, что в разработке находится перезапуск серии, продюсер Джеймс Ван выразил интерес к проекту. Грег Руссо присоединился к проекту в качестве сценариста в 2017 году. Руссо, который также был привязан к написанию сценария фильма «Мортал Комбат» в то время, работал с Ваном над созданием сюжета Resident Evil, который он считал «жестоким и ужасающим», и черпал вдохновение из игры Resident Evil 7: Biohazard, хотя позже он уточнил, что опирался только на тон игры — «страшный, изолированный, один» — а не на сам сюжет. Руссо хотел чтобы в начальных титрах была представлена «Лунная соната», композиция, представленная в некоторых играх Resident Evil. Constantin не была впечатлена сценарием, чувствуя, что игра была слишком недавней, и её потенциальный провал может нанести ущерб продажам фильма. В поисках альтернативных сюжетных идей Constantin предложила включение в один момент подсюжета путешествия во времени. В конечном итоге Ван и Руссо решили покинуть проект, ссылаясь на творческие разногласия, и их уход был подтвержден в декабре 2018 года.

#### Версия Йоханнеса Робертса
Что мне понравилось в играх, так это то, что они были просто страшными, и это многое из того, чего я хотел, эта атмосфера. Постоянно идущий дождь, темно, страшно, Раккун-Сити — гнилой персонаж. Я хотел поставить [это] и смешать это с весёлой стороной, особенно с повествовательным стилем первой игры. Нам было очень весело, мы даже использовали фиксированные углы, которые есть в первой игре, когда персонажи находятся в особняке Спенсера.
— Йоханнес Робертс
В декабре 2018 года было объявлено, что Йоханнес Робертс присоединился в качестве сценариста и режиссёра. В августе 2019 года Робертс сказал Screen Rant, что перезапуск будет «супер, супер страшным» и более точным игре, чем предыдущие фильмы.. В заявлении от Deadline Hollywood, Робертс сказал, что фильм будет основан на Resident Evil и Resident Evil 2

Робертс сказал, что хочет придать фильму более мрачный тон, вдохновившись фильмами Джона Карпентера, включая «Хэллоуин», «Нападение на 13-й участок (фильм, 1976)» и «Туман». Режиссёр объяснил, что сюжет был разделён между двумя основными местами: особняк Спенсера из первой игры и департамент полиции, который впервые появился в Resident Evil 2. Робертс выбрал тон ремейка второй игры в качестве модели для фильма. Хотя режиссёр Пол У. С. Андерсон и Милла Йовович выпустили шесть коммерчески успешных фильмов, основанных на играх в период с 2002 по 2017 год, Робертс подчеркнул, что его версия отличалась от серии, которая предшествовала ей: 
Это совершенно отдельный сюжет, основанная на корнях игры и мире террора. Я влюбился в Миллу Йовович, этот первый фильм очень весёлый… но было настоящим удовольствием взять бразды правления в новую франшизу. Я никогда не видел ужасов и атмосферы игр [в фильмах], то, что я чувствовал, когда играл в эти игры или смотрел из-за плеч людей, играющих в игры. Я никогда не чувствовал этого на экране, и это то, о чём я хотел вам рассказать.
В ранних черновиках сценарий был амбициозным, включая в повествование множество мутантов из первых двух игр, хотя и пассивно. Сюжет с самого начала задумывался как ансамбль, сравнимый с фильмом «Обитель зла 2: Апокалипсис», рассказывая о нескольких главных персонажах фильма, когда их пути сходятся. В течение 2019 и 2020 годов сценарий фильма неоднократно менялся, сохраняя основной сюжет, но удаляя ряд тяжелых CG-элементов, конденсируя актёрский состав второго плана и настраивая дуги главных героев. Более ранние черновики также включали более оригинальных персонажей, монстров и локаций из игр, прежде чем Робертсу пришлось внести изменения в свой сценарий после того, как бюджет был сокращён с 40 до 25 миллионов долларов. Некоторые сокращения и изменения были сделаны так поздно, что была закончена большая часть концептуальных работ, сделанных Дэниелом Карраско для представленных монстров, включая Охотников, Химер, Багровые головы, Бледные головы, гигантских пауков, Нептуна (гигантская акула), Тирана (он же Мистер Икс) и других.
Первоначально Клэр и Крис не имели связи с Биркином или Беном Бертолуччи, это было добавлено позднее, чтобы помочь упорядочить сюжет после других изменений сценария. Персонажи также были ближе к своим оригинальным версиям из игр; Джилл не была написана как безрассудный подстановочный знак, а Клэр не была теоретиком заговора, которая бы уже знала о намерениях Umbrella. Барри Бертон, Ребекка Чемберс и другие персонажи из игр изначально были в сценариях, и для некоторых были написаны сцены смерти. Некоторые экшн-сцены были сокращены или изменены, в основном из-за сокращения бюджета, например, сцена, где Лиза Тревор жертвует собой, нападая на Биркина, а все остальные сбегают в поезде.

### Кастинг
В начале 2020 года кастинг продолжался, но был отложен из-за пандемии COVID-19. 6 октября Deadline Hollywood мообщил, что Скоделарио и Ханна Джон-Кеймен были выбраны на роли Клэр Редфилд и Джилл Валентайн, наряду с Робби Амеллом, Томлм Хоппером, Эваном Джогией и Нилом Макдонафом в роли Криса Редфилда, Альберта Вескера, Леон Скотт КеннедиЛеона С. Кеннеди и Уильяма Биркина, соответственно. В ноябре того же года Донал Лог был выбран на роль начальника Брайана Айронса, наряду сЧадом Руком в роли Ричарда Эйкена, и Лили Гао в роли Ады Вонг
В Японии Capcom позже подтвердила, что персонажи будут продублированы актёрами озвучивания, отличными от фильмов Андерсона. Например, Крис и Клэр озвучены Субару Кимурой и Ай Файрух вместо Хироки Точи и Хироэ Оки.

### Съёмки
Съёмки начались 17 октября 2020 года в Грейтер-Садбери, Онтарио, Канада, оператором выступил Максим Александр. Съёмки завершились 24 декабря 2020 года. В марте 2021 года Робертс раскрыл полное название «Обитель зла: Раккун-Сити». В мае 2021 года Амелл сообщил, что пересъёмки пройдут в Торонто и Гамильтоне.

## Маркетинг
7 октября 2021 года вышел первый трейлер фильма, причём англоязычный и русскоязычный трейлеры отличаются.

## Выход

### В кинотеатрах
Мировая премьера фильма состоялась 19 ноября 2021 года в кинозале «Гран-Рекс» в Париже, Франция, в США фильм был выпущен 24 ноября 2021 года компанией Sony Pictures Releasing. Первоначальной датой выхода были 3 и 9 сентября 2021 года. Фильм имел скромный коммерческий успех.

### Выход на видео
21 декабря 2021 года фильм был выпущен на видео по запросу и во время первого уик-энда был на первом месте на Vudu during. 8 февраля 2022 года фильм был выпущен на DVD, Blu-ray и Ultra HD Blu-ray компанией Sony Pictures Home Entertainment. Фильм собрал более 3,6 миллиона долларов от продаж видео в Северной Америке.

## Приём

### Кассовые сборы
Фильм собрал в прокате 17 миллионов долларов в Соединенных Штатах и Канаде и 25 миллионов долларов на других территориях, что в общей сложности составило 42 миллиона долларов по всему миру.
В Соединенных Штатах и Канаде «Обитель зла: Раккун-Сити» вышел в прокат вместе с «Дом Гуччи» и «Энканто», и, по прогнозам, за пятидневный премьерный уик-энд в 2 803 кинотеатрах он должен был собрать 8-10 миллионов долларов. Премьера фильма по всей стране состоялась в среду, 24 ноября 2021 года, и в первый день он собрал 2,5 миллиона долларов — включая 935 000 долларов за просмотры во вторник вечером. Фильм заработал 8,85 миллиона долларов за первые пять дней проката, заняв пятое место. Аудитория составляла 64 % мужчин, а также 68 % в возрасте от 18 до 34 лет. Во второй уик-энд он заработал 2,69 миллиона долларов, в третий — 1,66 миллиона долларов, оба раза заняв шестое место в прокате. Фильм оказался на десятом месте в четвёртый уик-энд, заработав 316 480 долларов в 719 кинотеатрах.
За пределами США и Канады стартовые сборы в первый уик-энд составили 5,1 миллиона долларов на 15 рынках. Во второй уик-энд фильм заработал 4,2 миллиона долларов, а в третий — 2,3 миллиона. В Таиланде фильм заработал 253 735 долларов в прокате. Япония стала самым кассовым зарубежным рынком, заработав в прокате 5,2 миллиона долларов.

### Отзывы
На сайте-агрегаторе обзоров Rotten Tomatoes рейтинг одобрения фильма составляет 30 %, основанный на 87 отзывах, со средним рейтингом 4,8/10. Консенсус критиков сайта гласит: «Обитель зла: Добро пожаловать в Раккун-Сити» — это трогательно правдивая адаптация, которая ещё раз доказывает, что исходный материал плохо подходит для большого экрана». На Metacritic фильм получил 44 балла из 100 на основе 21 рецензии, что указывает на «смешанные или средние отзывы». Аудитория, опрошенная CinemaScore, поставила фильму среднюю оценку «C+» по шкале от A+ до F, а аудитория PostTrak дала ему 61% положительных баллов, и 48% рекомендации
Джонни Олексински из New York Post дал фильму 3 звезды из 4 и сказал, что фильм — «пустое хорошее веселье, которое, к благословенно, менее двух часов и имеет достаточное развитие персонажей, чтобы заставить вас заботиться, когда кого-то кусают». Фердоса Абди из Screen Rant назвал фильм «весёлой и верной экранизацией игр», но почувствовал, что ей «не хватает характера». Шон Кин из CNET похвалил фильм: «Несмотря на отсутствие страха, незначительные изменения в традициях игр и общую глупость, любовь режиссера Йоханнеса Робертса к Resident Evil очевидна в каждом моменте „Раккун-Сити“. С шквалом пасхальных яиц и увлекательными версиями классических персонажей, фильм — радостная поездка обратно в особняк Спенсера и полицейский департамент Раккун, направленная прямо на фанатов».
Тейлор Лайлс из IGN дал фильму оценку 6 из 10, объяснив: «Режиссёр мистер Робертс действительно заслуживает похвалы за то, что придерживается гораздо более близкого к исходному материалу, чем фильмы Пола У. С. Андерсона, но короткое время, поспешное третье действие и отсутствие элементов, чтобы сделать его действительно страшным, чтобы смотреть в темноте, чрезвычайно сдерживают его. Тем не менее, это должно служить достойным весельем для фанатов». Марк Хэнсон из SLANT написал: «Робертс чётко устанавливает призрачно депрессивную промышленную среду Раккун-Сити, методично отстраняя свои зомби-атаки, которые, хотя и не особенно инновационные, иногда ставят вас в живот, как это делают игры Resident Evil».
Чарльз Брамеско из The A.V. Club дал фильму C+ и назвал его «полностью лишённым визуального отличия или творческой личности, которая часто делала его предшественников интригующими бриллиантами в необработанном виде». Ник Шагер из Variety раскритиковал «множество необъяснимых деталей, отброшенных подсюжетов, тонких как бумага характеристик и хаос без страха». Кимберли Майерс из Los Angeles Times отметила, что фильм «может вознаградить давних поклонников видеоигр, вернувшись к истокам серии, но другие захотят покинуть город, как и персонажи фильма».

## Будущее

### Отменённые продолжения
Режиссер Йоханнес Робертс заявил, что если будет разработан сиквел, он хотел бы адаптировать историю из Resident Evil – Code: Veronica, а затем Resident Evil 4. Он также выразил заинтересованность в адаптации Resident Evil 7: Biohazard и Resident Evil Village в будущем.
Робби Амелл заявил, что надеется вернуться в роли Криса в сиквеле, который включал его сцену с ударом булыжником из Resident Evil 5. К июню 2022 года Том Хоппер подтвердил, что Sony и Constantin Films довольны успехом фильма на видео по запросу, и сказал, что надеется снова сыграть Альберта Вескера.
К октябрю 2022 года фильм был одним из нескольких проектов, подтверждённых исполнительным продюсером Мартином Мошковичем в разработке наряду с другим телесериалом, который заменил бы сериал Netflix, отменённый за два месяца, хотя точные детали не были предоставлены, и Мошкович скептически относился к фильмам, выпущенным в кинотеатрах, если они не будут проецируемыми для успеха.
В апреле 2023 года Raccoon HG Film Productions, которая финансировала «Раккун-Сити», получила грант в размере 2 миллионов канадских долларов от корпорации Фонд наследия Северного Онтарио за производство фильма под названием «Обитель зла: Хроники Амбреллы». Грейтер-Садбери был выбран в качестве основного места съёмок. По словам Джеффа Снайдера, студия рассматривала Зака Креггера на роль режиссёра нового фильма.

### Перезапуск
В январе 2025 года сообщалось, что Креггер напишет сценарий и снимет новый перезапуск франшизы, который будет совместным производством Constantin Film и PlayStation Productions. В марте 2025 года Sony Pictures выиграла войну торгов, чтобы обеспечить права на франшизу «Обитель зла», включая предстоящий безымянный проект, а Columbia Pictures стала новым дистрибьютором фильма. Sony назначила дату выхода проекта на 18 сентября 2026 года.